# Deian Sorescu
Deian Sorescu (Moldova Nouă, Rumanía, 29 de agosto de 1997) es un futbolista internacional rumano que juega de centrocampista en el Gaziantep F. K. de la Superliga de Turquía. A nivel internacional, debutó con la selección absoluta de Rumanía el 2 de junio de 2021, durante un partido amistoso ante Georgia.

## Trayectoria

### ACS Poli Timișoara
Nacido en Moldova Nouă, en el distrito de Caraș-Severin, Sorescu comenzó a jugar a fútbol en el Dunărea Moldova Nouă de su ciudad natal antes de unirse a las categorías inferiores del FC Politehnica Timișoara a la edad de diez años. Tras la disolución del Politehnica se trasladó al recientemente fundado ACS Poli Timișoara en 2012, una de las dos entidades sucesoras del club desaparecido. A los 16 años, Sorescu fue cedido por un año al club de tercera división rumano Millenium Giarmata. Regresaría a Timișoara para jugar en el primer equipo del ACS Poli para la temporada 2015/16.
El 30 de mayo de 2015, Sorescu debutó en la Liga II de la mano del conjunto Alb-violeții, durante el empate por 1-1 contra el Olimpia Satu Mare. Hacia el final de la temporada siguiente, el centrocampista rumano disputó sus primeros minutos en primera división frente al Petrolul Ploiești y el CSM Studențesc Iași, ambos partidos concluyendo en derrota por 2-3.

### ASU Politehnica Timișoara
A principios de 2017 firmó con el ASU Politehnica Timișoara de la Liga II, el otro equipo de la ciudad fundado después de la disolución del FC Politehnica. Deian Sorescu causó buenas impresiones en el transcurso de la temporada 2017/18, anotando 14 goles y 35 partidos en todas las competiciones.

### Dinamo de Bucarest
El Dinamo de Bucarest anunció el fichaje de Sorescu por cuatro años, el 27 de abril de 2018. Su debut con los Câinii roșii tuvo lugar el 22 de julio del mismo año, marcando el gol de la victoria en casa por 2-1 ante el FC Voluntari. Con once goles en todas las competiciones, Sorescu fue el máximo goleador del Dinamo en la temporada 2019/20. El futbolista mejoró su marca al año siguiente tras anotar ocho goles a comienzos de la campaña y alcanzando la cifra de más de 100 partidos en primera división, siendo incluido por la Liga Profesionistă de Fotbal en el Equipo de la Temporada 2020-21 de la Liga I.

## Selección nacional
Fue convocado por la selección de fútbol de Rumanía el 2 de junio de 2021 para un partido amistoso contra Georgia en el Estadio Ilie Oană de Ploiești. Salió al terreno de juego como lateral derecho y proporcionó una asistencia a Andrei Ivan en la derrota rumana por 1-2.

### Participaciones en Eurocopas
| Copa          | Sede     | Resultado        | Partidos | Goles |
| ------------- | -------- | ---------------- | -------- | ----- |
| Eurocopa 2024 | Alemania | Octavos de final | 2        | 0     |

## Palmarés

### Títulos nacionales
| Título               | Club              | País    | Año  |
| -------------------- | ----------------- | ------- | ---- |
| Copa de Polonia      | Raków Częstochowa | Polonia | 2022 |
| Supercopa de Polonia | Raków Częstochowa | Polonia | 2022 |